# Château de Wégimont
 (janvier 2012).
Si vous disposez d'ouvrages ou d'articles de référence ou si vous connaissez des sites web de qualité traitant du thème abordé ici, merci de compléter l'article en donnant les références utiles à sa vérifiabilité et en les liant à la section « Notes et références ».
Le château de Wégimont est un château situé en Wallonie dans la section de Ayeneux faisant partie de la commune de Soumagne.

## Historique
Bien que les seigneurs d'Ayeneux soient déjà cités au XIIIe siècle, c'est seulement en 1574 que les archives parlent du château de Wégimont. Il est en partie détruit en 1636 par les Grignoux.[réf. nécessaire]
Le château fut le seul "Lebensborn" de Belgique, lors de la Seconde Guerre mondiale (de 1942 à 1944) sous le nom Heim Ardennen. Il existerait encore des descendants de ces lieux dans la région liégeoise.
Le site est désormais domaine provincial, accueillant notamment une piscine en plein air.

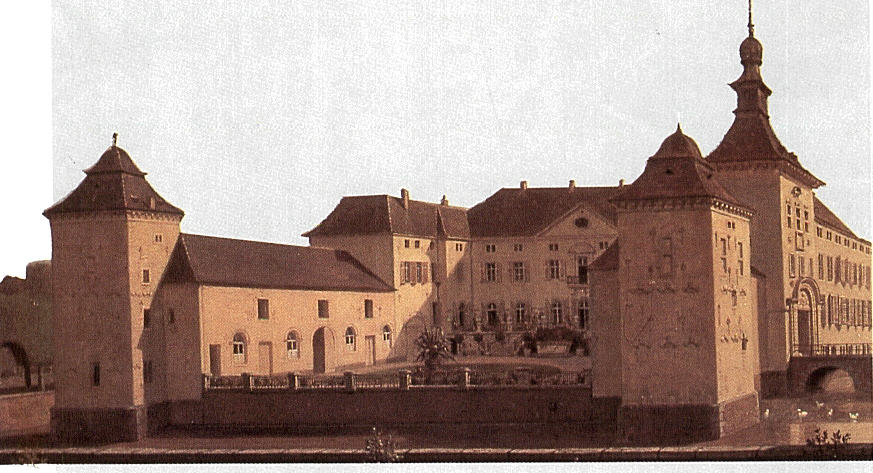
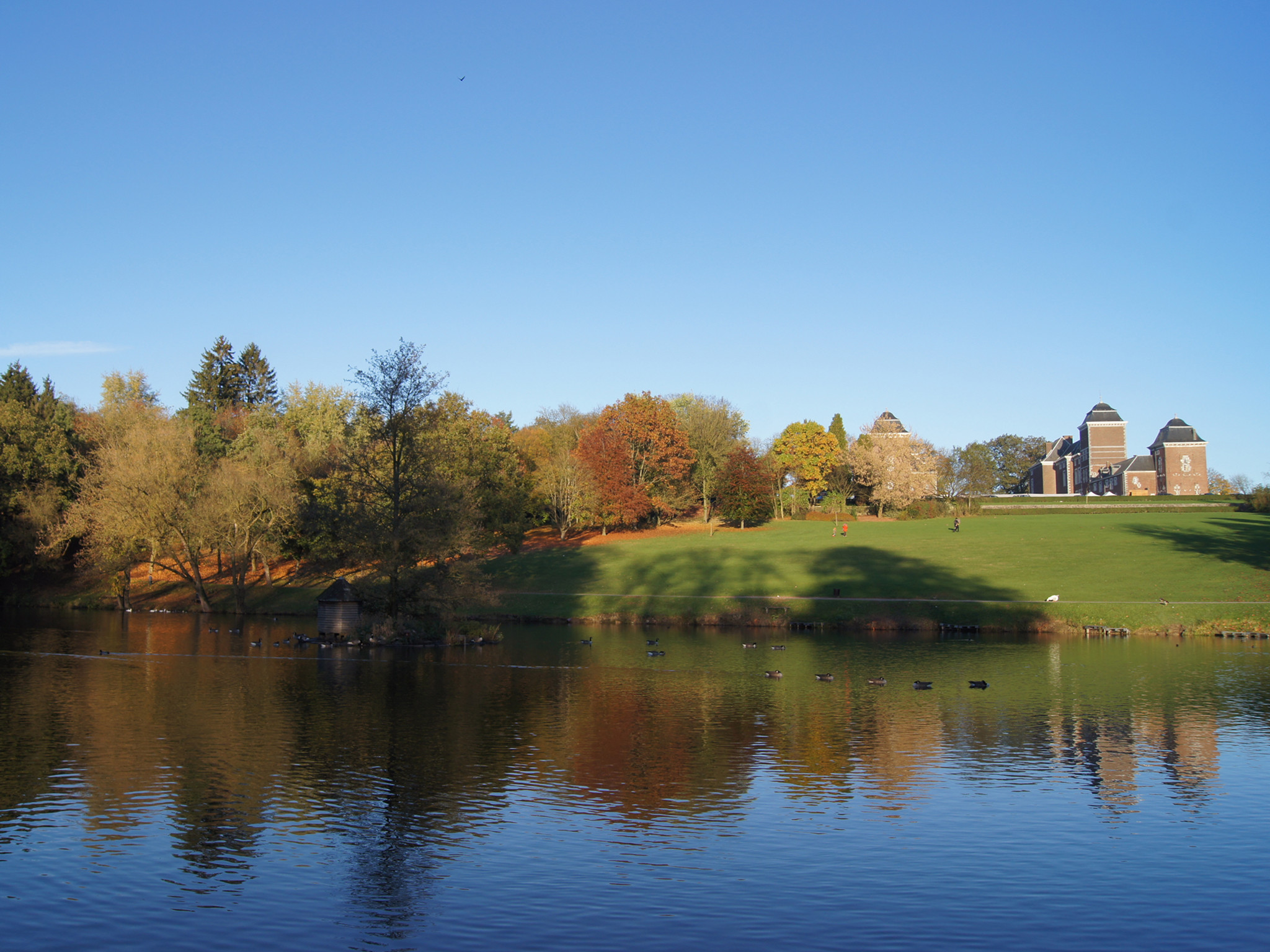
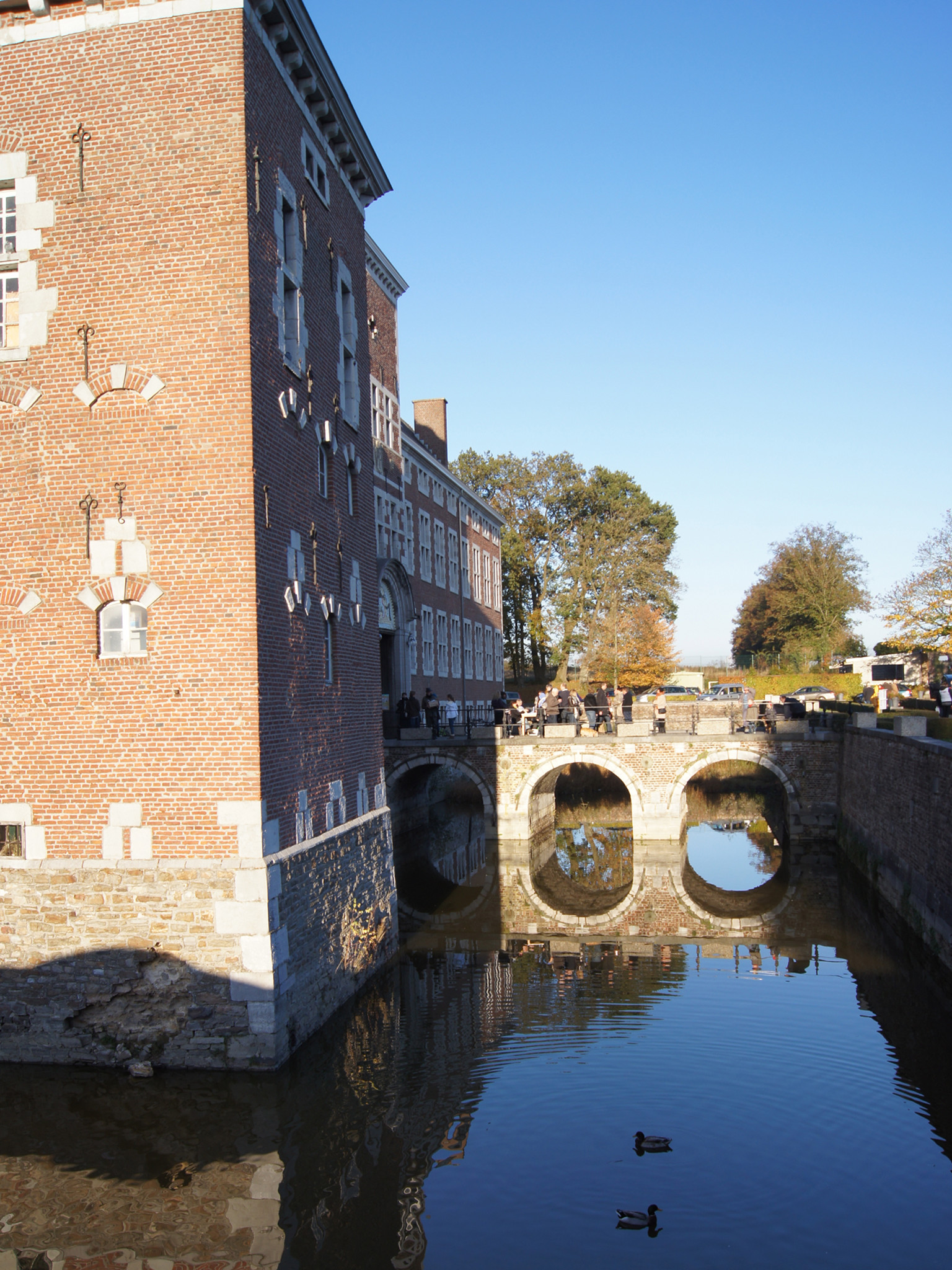
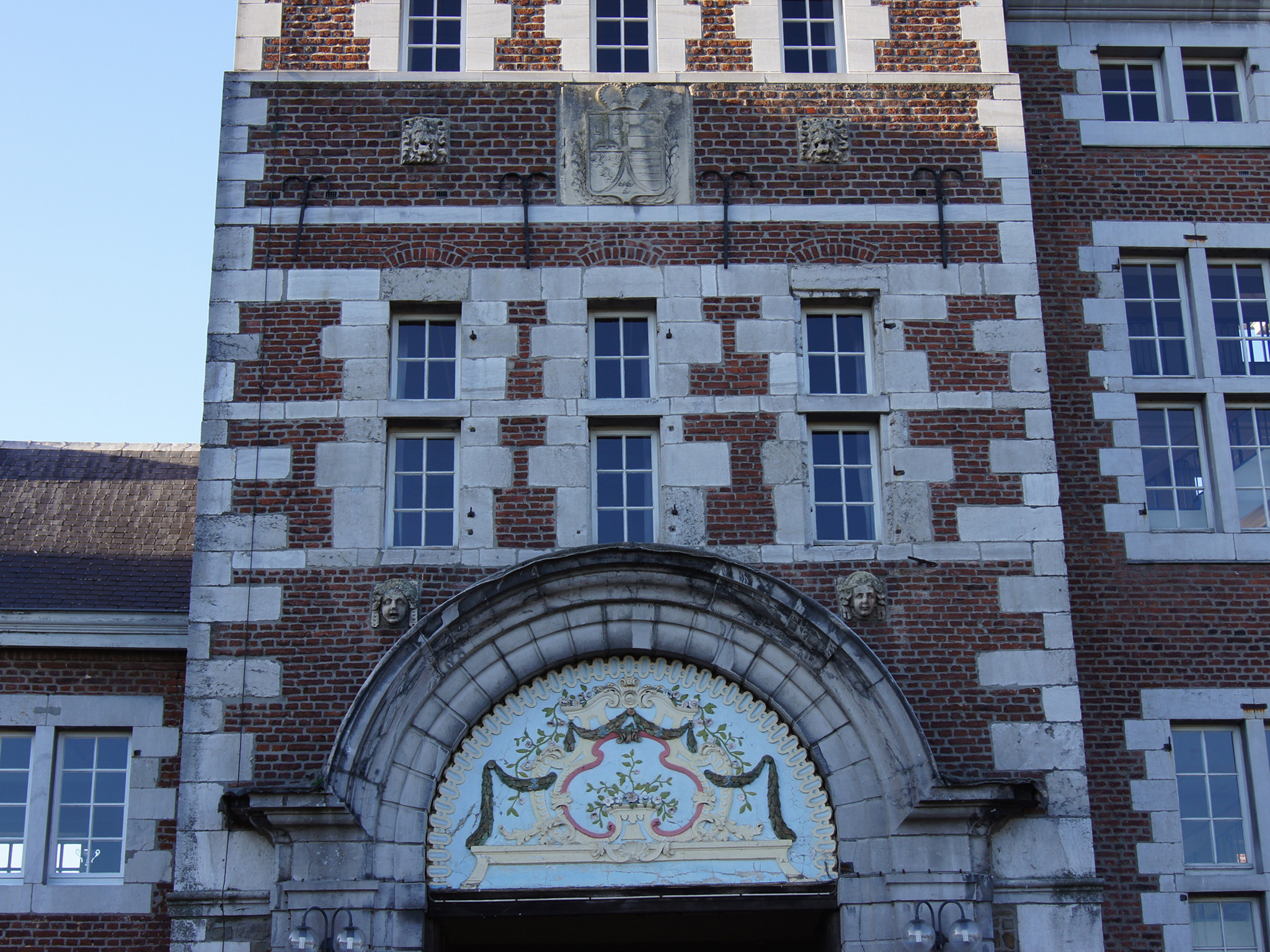